# Подлог
В граматиката подлогът е главна част на изречението – онзи предмет, комуто се приписва свойство, действие или състояние.
Сред отделните теоретични направления не съществува консенсус за това дали подлогът е валиден като концепция за синтактичните системи на всички езици. В релационната граматика понятията подлог и допълнение са първични понятия, на които се гради останалата част от теорията. В разновидностите на пораждащите граматики, развити от Ноам Чомски, подлогът е вторично понятие, изводимо от конфигурацията на изречението, но въпреки това подлогът е универсално понятие. Според някои функционални теории, като граматиката на ролите и референцииите (вж. Van Valin 1997), съществуват езици, за които не са необходими понятия като подлог и допълнение. Такива езици са например канарският, мейтей и класическият тибетски.

## Падеж
В езиците с номинативен строй (каквито са повечето езици в Европа, вкл. българският) подлогът се намира в именителен падеж и отговаря на въпроса кой върши действието.

## Синтаксис
Сказуемото се съгласува с подлога. Например в изречението Иван отглежда крави. сказуемото отглежда се съгласува по число (и лице) с подлога Иван, не с допълнението крави.
Възвратните местоимения се отнасят за лицето или предмета, обозначен от подлога на изречението. 
Пример: Иван попита Христо за брат си. Говорещият има предвид брата на Иван, а не на Христо.
Подлогът обичайно е и привилегирован синтактичен аргумент; в две последователни прости изречения подлогът на второто може да се изпусне, ако съвпада с подлога на първото. 
Пример: В изречението Иван се сбогува с всички и излезе. подлогът на изречението излезе е изпуснат, защото съвпада с подлога (Иван) на изречението Иван се сбогува с всички.

## В българския език
Подлогът изразява предметно понятие и се определя от сказуемото, тъй като съвпада с глаголното лице. Подлогът може да означава човек, животно, растение, неодушевен предмет, явление или отвлечено понятие. Отговаря на въпроса Кой? или Какво?. При синтактичен разбор подлогът се подчертава с една права черта. Може да се замести с подходящо лично местоимение в именителен падеж: аз, ти, той, тя, то, ние, вие, те. (Обаче именната част на съставно именно сказуемо също може да се замести с такова местоимение.)
Примери:
1. Изведнъж от насрещния рид пукна пушка.
2. Звездите трепкаха плахо.

Подлогът може да бъде различна част на речта:
1. Съществително име: Детето играе.
2. Прилагателно име: Красивата се омъжи.
3. Местоимение: То изчезна.
4. Числително име: Петият спечели.

### Членуване
В писмената форма на българския книжовен език подлогът се членува с пълен член, когато е от мъжки род, единствено число:
1. Магазинът е в ревизия.
2. Автомобилът потегли рязко.
3. Върхът се вижда отдалече.
4. Вятърът счупи клона.

Ако към подлога има съгласувано определение, членува се определението:
1. Денонощният магазин е в ревизия.
2. Неговият автомобил потегли рязко.
3. Третият връх се вижда отдалече.